# Gilly-sur-Isère
Gilly-sur-Isère (in italiano Gillì, desueto) è un comune francese di 2 973 abitanti situato nel dipartimento della Savoia della regione dell'Alvernia-Rodano-Alpi.
Il comune si trova nella valle cosiddetta Comba di Savoia.

## Storia
Da Gilly-sur-Isère, in epoca romana, passava la via delle Gallie, strada romana consolare fatta costruire da Augusto per collegare la Pianura Padana con la Gallia.

## Società

### Evoluzione demografica
Abitanti censiti